# Американський геологічний інститут
Американський геологічний інститут, АГІ (The American Geological Institute, AGI) — федерація 40 неприбуткових науково-дослідницьких та професійних організацій, які представляють понад 100 000 геологів, геофізиків, інших учених, що вивчають науки про землю.
Створений у 1948 р.

## Діяльність
АГІ забезпечує інформаційне обслуговування науковців, представляє їх інтереси, відіграє головну роль в освіті спеціалістів. АГІ здійснює важливу наукову, організаційну, освітню та інші функції у використанні ресурсів людства і охороні довкілля.

## Склад
Членами АГІ є:
- American Association of Petroleum Geologists (AAPG)
- American Association of Stratigraphic Palynologists (AASP)
- American Geophysical Union (AGU)
- American Institute of Hydrology (AIH)
- American Institute of Professional Geologists (AIPG)
- American Rock Mechanics Association (ARMA)
- Association for Women Geoscientists (AWG)
- Association of American State Geologists (AASG)
- Association of Earth Science Editors (AESE)
- Association of Engineering Geologists (AEG)
- The Clay Minerals Society (CMS)
- Council on Undergraduate Research-Geosciences Division (CUR)
- Environmental and Engineering Geophysical Society (EEGS)
- Friends of Mineralogy
- Geolnstitute of ASCE
- Geological Society of America (GSA)
- Geoscience Information Society (GIS)
- International Association of Hydrogeologists/U. S. National Chapter (IAH)
- International Basement Tectonics Associations (IBTA)
- Mineralogical Society of America (MSA)
- National Association of Black Geologists and Geophysicists (NABGG)
- National Association of Geoscience Teachers (NAGT)
- National Association of State Boards of Geology (ASBOG)
- National Earth Science Teachers Association (NESTA)
- National Speleological Society (NSS)
- North American Commission on Stratigraphic Nomenclature
- Paleobotany Section of the Botanical Society of America
- Paleontological Research Institution (PRI)
- Paleontological Society (PS)
- Seismological Society of America (SSA)
- SEPM (Society for Sedimentary Geology)
- Society for Mining, Metallurgy, and Exploration, Inc. (SME)
- The Society for Organic Petrology (TSOP)
- Society of Economic Geologists (SEG)
- Society of Exploration Geophysicists (SEG)
- Society of Independent Professional Earth Scientists (SIPES)
- Society of Mineral Museum Professionals (SMMP)
- Society of Professional Well Log Analysts (SPWLA)
- Society of Vertebrate Paleontology (SVP)
- Soil Science Society of America (SSSA)